# Yurisleidy Lupetey
Yurisleidy Lupetey, född den 6 maj 1981 i Holguín, Kuba, är en kubansk judoutövare.
Hon tog OS-brons i damernas lättvikt i samband med de olympiska judotävlingarna 2004 i Aten.